# Ulrike Liebert (Politikwissenschaftlerin)

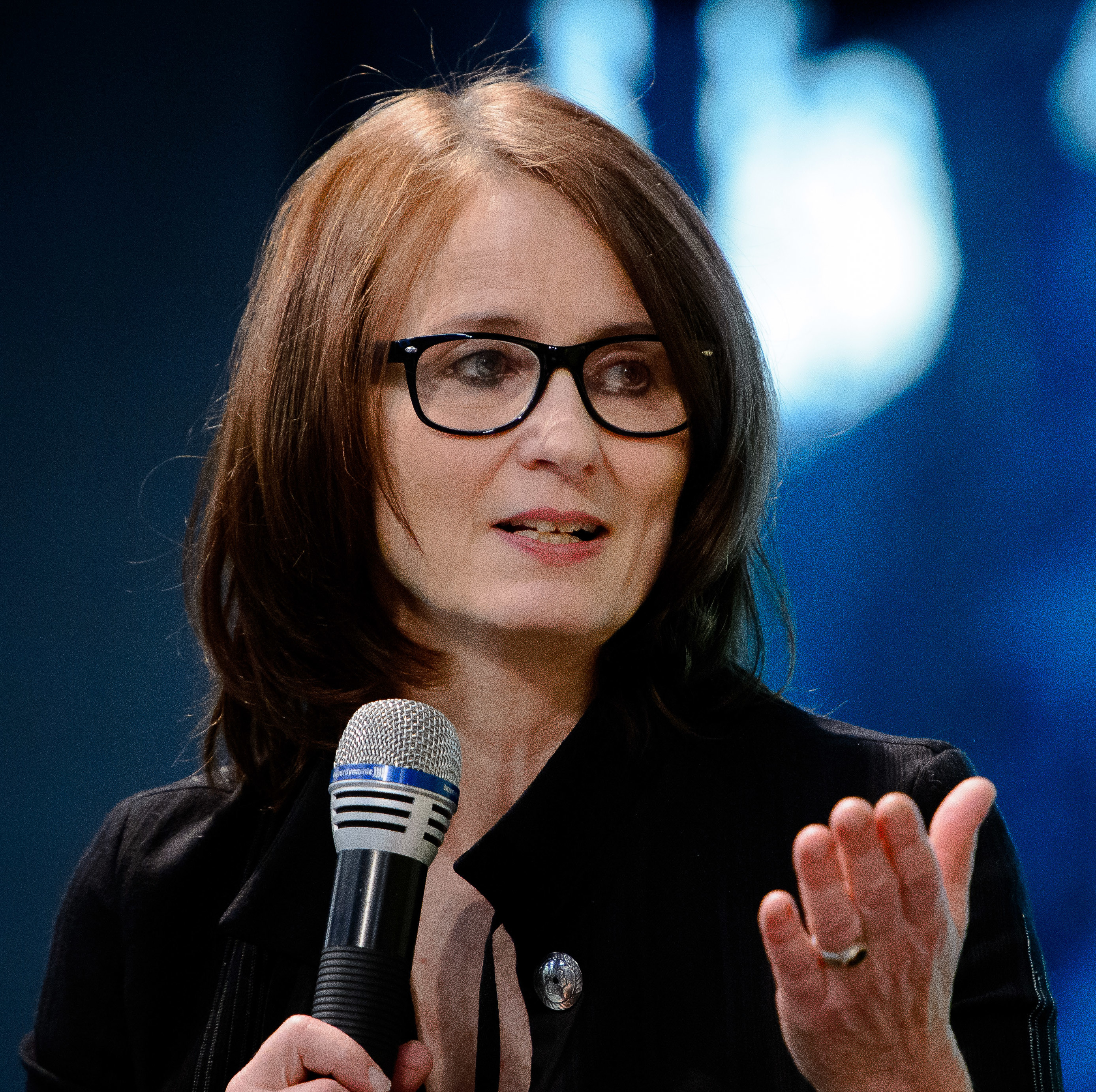
Ulrike Liebert, 2014

Ulrike Liebert (* 1957) ist eine deutsche Politologin.

## Leben
Sie promovierte am European University Institute und lehrte an der Universitat Autònoma de Barcelona sowie an den Universitäten Heidelberg, Koblenz/Landau in der Pfalz, Mannheim, Cornell University, Celaya, Manipal und Bremen. Von 2000 bis 2016 leitete sie an der Universität Bremen das Jean Monnet Centre of Excellence für Europastudien (CEuS).

## Schriften (Auswahl)
- Neue Autonomiebewegung und Dezentralisierung in Spanien. Der Fall Andalusien. Frankfurt am Main 1986, ISBN 3-593-33536-0.
- Modelle demokratischer Konsolidierung. Parlamente und organisierte Interessen in der Bundesrepublik Deutschland, Italien und Spanien (1948–1990). Opladen 1995, ISBN 3-8100-1368-4.
- mit Hans-Jörg Trenz (Hg.): The new politics of European civil society. London 2011, ISBN 0-415-57845-0.
- Europa erneuern! Eine realistische Vision für das 21. Jahrhundert. Bielefeld 2019, ISBN 3-8376-4883-4.